# Бојкинс (Вирџинија)
Бојкинс (Вирџинија) (енгл. Boykins) град је у америчкој савезној држави Вирџинија. По попису становништва из 2010. у њему је живело 564 становника.

## Демографија
Према попису становништва из 2010. у граду је живело 564 становника, што је 56 (9,0%) становника мање него 2000. године.
| Група             | 2000.       | 2010.       |
| Белци             | 381 (61,5%) | 327 (58,0%) |
| Афроамериканци    | 232 (37,4%) | 218 (38,7%) |
| Азијати           | 0 (0,0%)    | 1 (0,2%)    |
| Хиспаноамериканци | 7 (1,1%)    | 12 (2,1%)   |
| Укупно            | 620         | 564         |